# Microporus vernicipes
Microporus vernicipes är en svampart som först beskrevs av Miles Joseph Berkeley, och fick sitt nu gällande namn av Carl Ernst Otto Kuntze 1898. Microporus vernicipes ingår i släktet Microporus och familjen Polyporaceae.   Inga underarter finns listade i Catalogue of Life.